# Kansas City Trucking Co.
Kansas City Trucking Co. é um filme pornográfico gay lançado em 1976, tendo sido o primeiro de uma trilogia dos diretores  Sam e Joe Gage chamada  "Working Man Trilogy".
O filme foi produzido em São Francisco, e estrelava Richard Locke, Steve Boyd, e Jack Wrangler.
A trilogia "Working Man Trilogy" começa com  Kansas City Trucking Co. (1976), continua com El Paso Wrecking Corp. (1977), e termina com  L.A. Tool & Die (1979).

## Roteiro
Hank, um caminhoneiro, junta-se com o novo contratado  Joe e com seu amigo long haul para viajar até a costa oeste americana. Os três se masturbam juntos na viagem e depois participam de uma orgia entre caminhoneiros em  Los Angeles.

## Elenco
| - Steve Boyd como Joe - Bud Jaspar como Fred - Richard Locke como Hank - Duff Paxton como Dan - Maria Reina como namorada de Joe | - Skip Sheppard como Billy, a hitchhiker - Dane Tremmel como Otis, a cowboy - Kurt Williams como Desert Rat - Jack Wrangler como Jack |

## Produção
| - Jon Denberg, fotógrafo - Nick Elliot, cinegrafista - Don Fraiser, transporte - Sam Gage, produtor | - Tim Kincaid (como Joe Gage), diretor - Tim Kincaid (como Joe Gage), roteiro - Glen Nathan, som - Al Steinman, música original |

## Atrás das cenas
- Richard Locke é o único ator que aparece em todos os filmes da trilogia.
- O filme original incluía uma cena de "urina" que não foi inclusa no DVD, como resultado das sucessivas edições no filme através dos anos, cena essa onde Richard Locke e Jack Wrangler apareciam urinando em um homem desconhecido, seguido de outra cena em que Richard Locke e Steve Boyd urinam em Jack Wrangler.
- "Working Man Trilogy" foi originalmente chamada de "Kansas City Trilogy".

## Livros
- McCourt, James. Queer Street: The Rise and Fall of an American Culture, 1947-1985. W. W. Norton & Company, 2003. ISBN (0-393-05051-3)
- Ramone, Mike, Tim Connelly, Peter Stokes, Acme Anderson (2006). The AVN Guide to the 500 Greatest Adult Films of All Time. Thunder's Mouth Press. (ISBN 1-56025-719-9).